# 孫乃祥

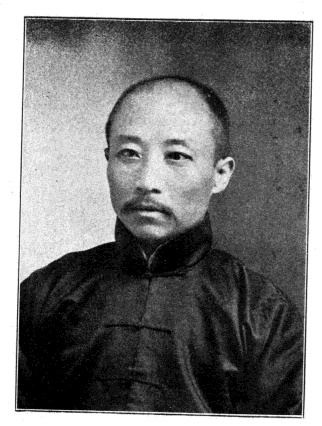
《民國之精華》中的孫乃祥照片

孫乃祥（1875年？—？），字瑞亟，奉天省瀋陽人。中華民國政治人物，中華民國第一屆國會第一期常會議員（奉天省參議員）。